# Linga Holm
Pour les articles homonymes, voir Linga et Holm.
Linga Holm est une île du Royaume-Uni située dans l'archipel des Orcades en Écosse.